# Kulturno-prosvjetiteljsko društvo "Fran Galović"
Kulturno-prosvjetiteljsko društvo "Fran Galović" osnovano je 15. lipnja 1991. godine kao odgovor grupe mladih Koprivničanaca na agresiju na Republiku Hrvatsku. Njegovalo je kulturno-prosvjetiteljsku djelatnost sjevernohrvatskih područja (Podravina, Međurečka gora, Koprivnica) te se naročito isticalo u popularizaciji podravske i hrvatske kulture među mladima.
Osnivačka skupšina je bila u Starigradu kraj grada Koprivnice (klijet Silvija Jerčinovića). Društvo je prvobitno imalo naziv "Sveti Vid", a kasnije je prihvatilo ime Kulturno prosvjetiteljsko-društvo "Fran Galović". Društvo je u listopadu 1991. snimilo dokumentarni film "Međurečka gora u Domovinskom ratu". Početkom 90-tih godina razvilo je zapaženu kulturnu i društvenu aktivnost zajedno s Udrugom "Bilogorska pajdašija" (danas Međurečkogorska pajdašija") te se osobito brinulo za očuvanje kulturnog identiteta Podravine. Ovo društvo je bila antiratna organizacija koja je obnovila mjesto (križ) gdje je nekada bila kapela Sv. Vida u Starigradu (danas Draganovec), pripremala svoj list «Dionizijska riječ», organizirala zaštitu nekoliko kulturno-povijesnih spomenika, stručne ekskurzije itd.  Spomenuto društvo je na sjednici održanoj 1. travnja 1994. održanoj u Starigradu donijelo odluku kojom se djelatnost društva «preselila u Zagreb te će djelovati u sklopu organizacije podravskih studenata kojoj se pridružuje cjelokupno članstvo» te se priključila ranije izabranom Inicijativnom odboru za osnivanje Udruge podravskih studenata. To je značilo da je Udruga podravskih studenata nastavljač djelatnosti ovog društva. Društvo je potaknulo da se ponovo izgradi Kapela Svetog Vida kraj Koprivnice.